# Síndrome de supercrescimento bacteriano
Síndrome de supercrescimento bacteriano é um distúrbio caracterizado por crescimento excessivo do número de bactérias no intestino delgado. Ao contrário do intestino grosso, que é rico em bactérias, o intestino delgado geralmente contém menos de 10 000 organismos por mililitro. Os sintomas mais comuns são náuseas, sensação de inchaço na barriga, vómitos, diarreia, desnutrição, perda de peso e má absorção intestinal.